# Sălcioara (okręg Vaslui)
Sălcioara – wieś w Rumunii, w okręgu Vaslui, w gminie Banca. W 2011 roku liczyła 67 mieszkańców.